# Jiří Sedláček (skladatel)
Jiří Sedláček je český hudební skladatel, producent a herec. 

## Život a činnost
Absolvoval státní konzervatoř v Praze. V období přibližně 1982–1998 napsal hudbu pro více než 15 divadelních inscenací a rozhlasových her. V letech 1986–1998 byl v angažmá českých divadel. 
Spolu s Vítem Sázavským připravil k vydání alba pro děti Sloni v porcelánu (1999) a Havěť všelijaká 1 a 2 (2005, 2007).

## Diskografie
- 1999 Sloni v porcelánu
- 2005 Havěť všelijaká
- 2007 Havěť všelijaká 2